# Europacupen i ishockey 1976/1977
Europacupen i ishockey 1976/1977 inleddes den 12 oktober 1976, och avslutades den 13 februari 1979.
Turneringen vanns av tjeckoslovakiska Poldi Kladno, som besegrade sovjetiska Spartak Moskva i finalspelet.

## Första omgången
| Lag 1                | Resultat  | Lag 2                 |
| -------------------- | --------- | --------------------- |
| Levski-Spartak Sofia | 2-4, 1-5  | HK Olimpija Ljubljana |
| HC Chamonix          | 2-10, 2-8 | SC Langnau            |
| Berliner SC          | 11-1, 3-4 | HC Gherdëina          |
| Tilburg Trappers     | 6-1, 8-5  | KSF København         |

 Podhale Nowy Targ,   
 IF Frisk,   
 Dynamo Berlin,   
 EC KAC  :  vidare direkt

## Andra omgången
| Lag 1             | Resultat | Lag 2                 |
| ----------------- | -------- | --------------------- |
| EC KAC            | 5-1, 4-5 | HK Olimpija Ljubljana |
| Tilburg Trappers  | 5-6, 4-7 | SC Langnau            |
| Berliner SC       | 8-2, 4-3 | Dynamo Berlin         |
| Podhale Nowy Targ | WO       | IF Frisk              |

 Brynäs IF,   
 TPS,   
 Poldi Kladno,  
 Spartak Moskva  :  vidare direkt

## Kvartsfinaler
| Lag 1        | Resultat   | Lag 2             |
| ------------ | ---------- | ----------------- |
| Berliner SC  | 1-3, 2-3   | Brynäs IF         |
| SC Langnau   | 3-3, 1-10  | TPS               |
| EC KAC       | 5-12, 3-10 | Spartak Moskva    |
| Poldi Kladno | WO         | Podhale Nowy Targ |

## Semifinaler
| Lag 1     | Resultat | Lag 2          |
| --------- | -------- | -------------- |
| TPS       | 5-4, 2-7 | Poldi Kladno   |
| Brynäs IF | 1-3, 1-7 | Spartak Moskva |

## Finaler
| Lag 1          | Resultat                | Lag 2        |
| -------------- | ----------------------- | ------------ |
| Spartak Moskva | 4-4, 4-4 (1-2 straffar) | Poldi Kladno |